# Yahya al-Mu'tasim
Yahya al-Mu'tasim, död 1236, var monark i Almohadkalifatet 1227–1229.